# أحمد جبريل (رياضي)
أحمد جبريل (مواليد 22 كانون الثاني\يناير 1991 في القاهرة) هو سبّاح فلسطيني. مثّل فلسطين في الألعاب الأولمبية الصيفية 2012 ونافس في سباق 400 متر حرة للرجال، واحتل المركز 27 في مرحلة التصفيات.
حلّ ثالثاً في مجموعته وقد تمكّن من تحطيم رقمه الشخصي وهو 9.89 ثواني. بسبب عدم توفّر إمكانيات التدريب في فلسطين، فقد استمر في التدريب لمدة أربع أشهر استعداداً لأولمبياد برشلونة.
مثّل أحمد جبريل فلسطين فيالألعاب الأولمبية الصيفية 2016 في ريو دي جانيرو ونافس في سباق 200 متر حرة، احتل المركز 47 في التصفيات وسجل زمناً مقداره 1:59.71.

## روابط خارجية
- أحمد جبريل على موقع أوليمبيديا (الإنجليزية)